# Kallihal, Bhadravati
Kallihal là một làng thuộc tehsil Bhadravati, huyện Shimoga, bang Karnataka, Ấn Độ.